# Calea integrifolia
Calea integrifolia là một loài thực vật có hoa trong họ Cúc. Loài này được (DC.) Hemsl. mô tả khoa học đầu tiên năm 1881.